# 格賴特巴赫河
47°37′51″N 11°13′27″E / 47.63093°N 11.22410°E

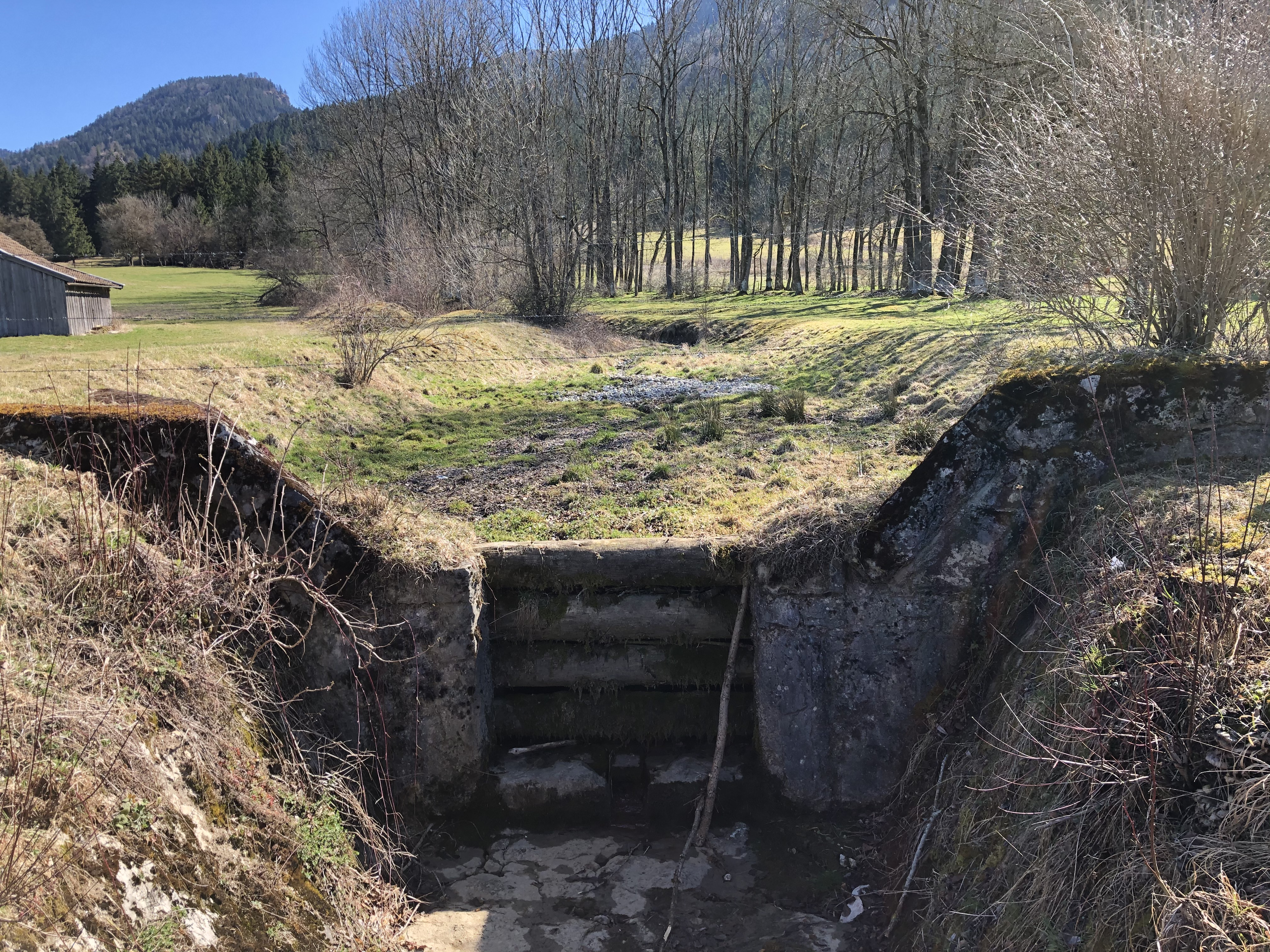

格賴特巴赫河是德國的河流，位於該國東南部，由巴伐利亞負責管轄，屬於卡爾特瓦瑟萊訥河的左支流，河道全長3.1公里，流經加米施-帕滕基興縣。